# Ланген (град в Хесен)
Ланген (на немски: Langen) е град, както и община в Германия, разположен в окръг Офенбах, провинция Хесен. Намира се на около 139 метра надморска височина. Населението на града към 31 декември 2020 г. е 38 524 души.